# Heinz Heise
Heinz Heise è una casa editrice tedesca fondata ad Hannover nel 1949.
Dal 2002 la società è divisa in due imprese separate, le quali dipendono dalla società madre Heise Media Group.
Heinz Heise pubblica «c't», la rivista di informatica con più abbonati d'Europa, «iX», rivista di tecnologia informatica professionale, l'edizione tedesca di «Technology Review» e la rivista in rete «Telepolis».